# 盧慶輝
盧慶輝（英語：Lo Hing-Fai Marco，1969年3月6日—），本名盧新龍，香港男演員、模特兒及商人，1986年出道，1996年以無綫電視處境劇《真情》中的「唐立生」一角最爲觀衆熟知。

## 經歷
盧慶輝出生自傳統潮州家庭，父母、哥哥、兩個姐姐均從事銀行業；1982年畢業於北角私立小學香港樹人學校，及後升讀位於灣仔的聖瑪加利書院。1986年，他得到母親資助學費四千多元報讀舞台表演培訓班以完成兒時夢想，期間獲培訓班老師賞識，推薦和代為報名參加模特賽事《魅力先生》（Mr Lifestyle 1986），結果拿了冠軍而出道成為模特兒。不過礙於家庭觀念，他中學畢業後沒有加入娛樂圈，而到金融公司工作幾年，直至1995年才決定志向，經朋友鼓勵下報讀無綫電視藝員訓練班第八期藝員進修班，同屆同學尚有伍慧珊、李天翔、蓋世寶、湯盈盈、姚瑩瑩、滕麗名及張潔蓮等。1996年，他曾隨乾媽赴台灣靈巖山寺皈依，法號「智耀」；同年在無綫電視處境劇集《真情》中飾演眼科醫生「唐立生」一角而成名，隨後被謠傳與劇中拍檔彭子晴日久生情，跟陳寶華、梅艷芳、陳德容傳出緋聞外，亦公開承認與張慧儀交往，但戀情未夠一年就告終。直到2000年10月，他聯同張耀揚、李子奇及謝天華去澳門某間的士高玩樂時，於舞池跳舞期間多次與人發生碰撞，令在場有勢力人士不滿而遇襲，使其形象受損，往後在無綫電視發展平平。
2002年，盧慶輝轉投亞洲電視，又試過投資傳銷，售賣健康產品。2000年代中期（2010年），在過往負面新聞影響和不諳應對傳媒壓力下，他見朋友北上涉足房地產市場便嘗試跟風，選擇棄影從商和定居北京（後曾居珠海），主力在中國内地發展房地產事業。2010年，他因工作關係而認識太太小清，兩人在翌年1月5日於深圳的香格里拉酒店正式結婚，育有一子；2017年5月跟林國華、何澍培、李文龍、崔文斗等製作人合作執導內地甄選新人的真人秀節目《下一個偶像》，並從中重拾戲癮而決定重返幕前，演出無綫電視劇集《賭城群英會》，之後主要以拍攝内地網絡劇為主，同時一邊在北京、廣東省經營製造業、食品、蔬菜及家電（主力研發風扇、照明設備、冷氣等）生意。2023年，他在《香港人在北京》裡客串飾演大中華區行政總裁「丁志強」一角而再受注目。

## 演出

### 電影
- 天使行動（1987）
- 惊魂今晚夜 (1988) 飾 阿弟
- 飛虎雄師之極道戰士（1994）
- 精武英雄（1994）飾 虹口道場武生
- 我要活下去（1995）
- 失鎗48小時（無綫電視電影）（1996）
- 怪談協會（1996）飾 連偉生
- 封神戰紀（2018）（網絡電影）飾 姬昌
- 二郎神之战神归来（2020）（網絡電影）飾 紅魔地煞
- 隱市奇聞錄（2020）（網絡電影）飾 白時齡

### 劇集

#### 無綫電視
- 天地男兒（1996）飾 江圖助手
- 900重案追兇（1996）飾 Ricky
- 西遊記（1996）飾 千里眼
- 真情（1996 - 1999）飾 Anson、唐立生
- 聊齋 (貳)（1998）飾 黎子僑
- 師奶強人（1998）飾 霍振南
- 妙手仁心（1998）飾 Tommy
- 冤家宜結不宜解（1998）飾 穆哲平
- 鑑證實錄II（1999) 飾 劉彥修（Terence）
- 先生貴性（1999）飾 馬公子
- 千里姻緣兜錯圈（1999）飾 余至春
- 騙中傳奇（1999）飾 杜承康
- 碧血劍（2000）飾 多爾袞
- 大囍之家（2000）飾 楊定堅
- FM701（2000）飾 Ben
- 封神榜（2001）飾 伯邑考
- 街市的童話（2006）飾 Steve
- 肥婆奶奶扭計媳（2012）飾 包建忠
- 賭城群英會（2017）飾 梁成謙（梁 Sir）
- 香港人在北京（2023）飾 丁志強

#### 亞洲電視
- 勝券在握（2002）飾 鄧世勤
- 萬家燈火（2003）飾 高興
- 花田囍事（2003）飾 周通
- 子是故人來（2004）飾 洪日

#### 台灣電視
- 魔𠝹（2007）飾 無命

#### 中國大陸
- 日落之前愛上你（2009）
- 獨孤天下（2018）飾 杨忠
- 大宋少年志（2019）飾 韓斷章
- 劍王朝（2019）飾 林煮酒
- 月上重火（2020）飾 魯王謀士
- 恨君不似江樓月（2021）（網絡劇）飾 白金波
- 暗房（2021）（網絡劇）飾 江川

#### 其他
- PTU機動部隊（網絡劇）（2019）飾 陳 Sir
- 黑金風暴（網絡劇）（2022）飾 謝國強

### 音樂特輯
- 梅艷芳音樂特輯之三誓盟（1997）

### 音樂錄影帶
- 紀焱焱《深愛你》（1996）
- 李蕙敏《贈興》（1996）
- 何超儀《多麼掛念你...男人》（1996）
- 湯寶如《你我開始很美》（1997）
- 梅豔芳《Goodnight》（1997）

### 歌曲
- 賀年專輯《新春頌獻》（1999、風行唱片公司發行）

### 廣告
- Maxell 錄影帶（1988）

## 外部連結
- 盧慶輝在互联网电影资料库（IMDb）上的資料（英文）（英文）
- 盧慶輝在香港影庫上的簡介
- 盧慶輝在豆瓣上的资料（简体中文）
- 盧慶輝在时光网上的簡介（简体中文）
- 盧慶輝個人網站
- 立靜情緣 （页面存档备份，存于）